# Ölgiy
Ölgiy é uma cidade e capital administrativa da província de Bayan-Ölgiy, no extremo oeste de Mongólia.